# Klasika Primavera 2018
De 64e editie van de wielerwedstrijd Klasika Primavera werd gehouden op 8 april 2018. De start en finish vonden plaats in Amorebieta. De wedstrijd maakte deel uit van de UCI Europe Tour, in de categorie 1.1. De Costa Ricaan Andrey Amador volgde de Spanjaard Gorka Izagirre op als winnaar.

## Deelnemende ploegen
| WorldTour | ProContinentaal        | Continentaal    |
| --------- | ---------------------- | --------------- |
| Movistar  | Burgos-BH              | Euskadi         |
|           | Caja Rural-Seguros RGA | Polartec Kometa |
|           | Euskadi-Murias         | Dare Gaviota    |
|           | Manzana Postobón       | Java Partizan   |
|           | Rally                  | Lokosphinx      |
|           |                        | Massi-Kuwait    |
|           |                        | VIB Sports      |
|           |                        | UKYO            |
|           |                        | W52-FC Porto    |

## Uitslag
| Plaats  | Naam                   | Ploeg                  | Tijd     |
| ------- | ---------------------- | ---------------------- | -------- |
| Winnaar | Andrey Amador          | Movistar               | 4u06'11" |
| 2       | Alejandro Valverde     | Movistar               | z.t.     |
| 3       | Wilmar Paredes         | Manzana Postobón       | + 10"    |
| 4       | Carlos Betancur        | Movistar               | z.t.     |
| 5       | Dmitri Strachov        | Lokosphinx             | z.t.     |
| 6       | Gustavo César          | W52-FC Porto           | z.t.     |
| 7       | Nick Schultz           | Caja Rural-Seguros RGA | z.t.     |
| 8       | Aleksandr Jevtoesjenko | Lokosphinx             | + 26"    |
| 9       | Sergio Higuita         | Manzana Postobón       | + 30"    |
| 10      | Bernardo Suaza         | Manzana Postobón       | z.t.     |
| 11      | Brandon McNulty        | Rally                  | z.t.     |
| 12      | Rubén Fernández        | Movistar               | z.t.     |
| 13      | Óscar Rodríguez        | Euskadi-Murias         | z.t.     |
| 14      | Nigel Ellsay           | Rally                  | + 33"    |
| 15      | Yecid Sierra           | Manzana Postobón       | z.t.     |
| 16      | Aleksandr Vdovin       | Lokosphinx             | + 2'56"  |
| 17      | Diego Rubio            | Burgos-BH              | + 3'29"  |
| 18      | Emerson Oronte         | Rally                  | z.t.     |
| 19      | Fernando Barceló       | Euskadi-Murias         | z.t.     |
| 20      | Ricardo García         | Euskadi                | z.t.     |
|         |                        |                        |          |
| 21      | Kevin Inkelaar         | Polartec Kometa        | z.t.     |

1946 · 1947 · 1948-1954 · 1955 · 1956 · 1957 · 1958 · 1959 · 1960 · 1961 · 1962 · 1963 · 1964 · 1965 · 1966 · 1967 · 1968 · 1969 · 1970 · 1971 · 1972 · 1973 · 1974 · 1975 · 1976 · 1977 · 1978 · 1979 · 1980 · 1981 · 1982 · 1983 · 1984 · 1985 · 1986 · 1987 · 1988 · 1989 · 1990 · 1991 · 1992 · 1993 · 1994 · 1995 · 1996 · 1997 · 1998 · 1999 · 2000 · 2001 · 2002 · 2003 · 2004 · 2005 · 2006 · 2007 · 2008 · 2009 · 2010 · 2011 · 2012 · 2013 · 2014 · 2015 · 2016 · 2017 · 2018 · 2019